# Drive Hard
Drive Hard – amerykańsko-kanadyjsko-australijski film komediowy z gatunku akcja z 2014 roku, w reżyserii Briana Trencharda-Smitha. Wyprodukowany przez wytwórnię Odyssey Media i Silver Wings Films. Zdjęcia do filmu kręcono w Gold Coast City w Australii, a okres zdjęciowy trwał przez miesiąc od 4 czerwca do 3 lipca 2013 roku. 
Premiera filmu miała miejsce 26 maja 2014 roku. W Polsce premiera fimu odbyła się 6 czerwca 2014 roku.

## Opis fabuły
Film opisuje historię Simona Kellera (John Cusack), amerykańskiego złodzieja, który planuje zrobić skok w Australii. Do realizacji planu potrzebny mu jest wspólnik-kierowca. Jego uwagę zwraca były mistrz rajdowy Peter Roberts (Thomas Jane), który swoją sławę rozmienił na drobne i pracuje jako instruktor jazdy. Aby skłonić go do współpracy, Keller wpada na szatański pomysł – zapisuje się na naukę jazdy u Robertsa, a podczas lekcji dokonuje zuchwałego napadu na bank. W ten sposób były rajdowiec mimo woli zostaje wspólnikiem bandyty. Jednak nie wszystko idzie zgodnie z planem Kellera.

## Obsada
Źródło: Filmweb
- John Cusack jako Simon Keller
- Thomas Jane jako Peter Roberts
- Zoe Ventoura jako agentka Walker
- Christopher Morris jako Rossi
- Yesse Spence jako Tessa Roberts
- Jerome Ehlers jako prezes banku
- Carol Burns jako babcia
- Christopher Sommers jako pracownik stacji benzynowej
- Robert Newman jako dziadek
- Andrew Buchanan jako detektyw Blanchard
- Damien Garvey jako nadkomisarz Smith
- Jason Wilder jako agent Brown

i inni.